# SCART端子

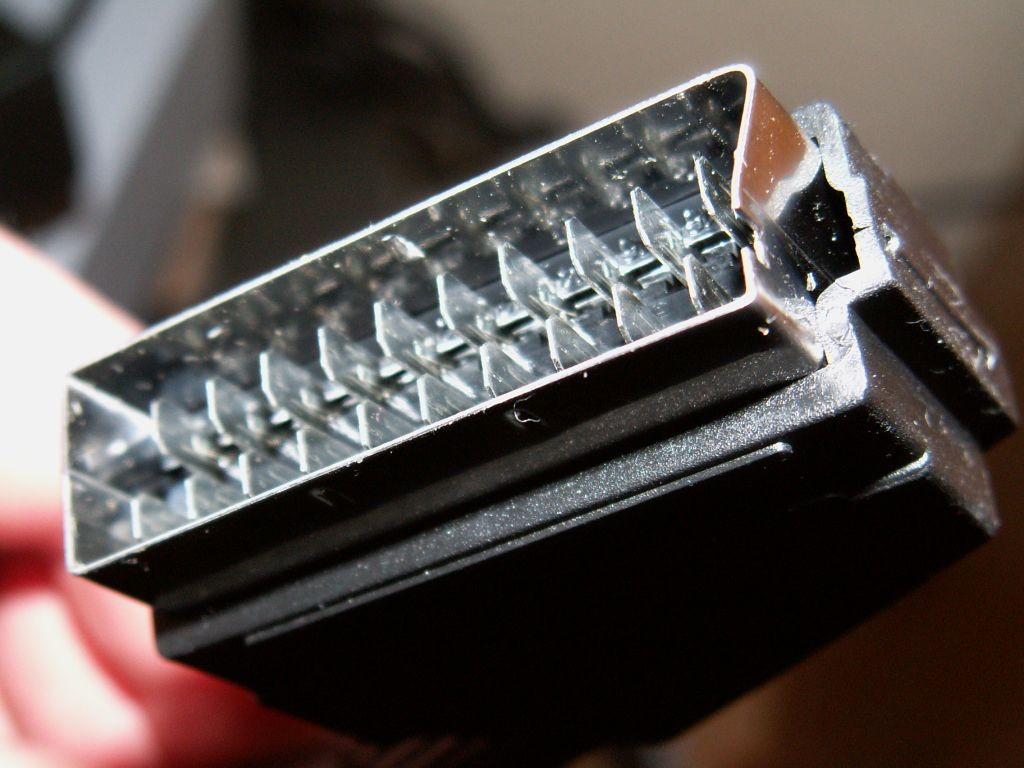

SCART (Syndicat des Constructeurs d'Appareils Radiorécepteurs et Téléviseurs)(Euroconnector) とは、AV機器間の映像と音声信号をまとめて伝送できる接続端子である。この規格はヨーロッパなどで広く普及している。この規格を開発したフランスではPéritelと呼ばれることが多い。SCARTはビデオデッキ、DVD、チューナー（CATV、衛星）、コンピューター、ビデオゲーム、などとテレビ受像機をシンプルに接続できる。またS端子、RGB端子並みの高画質な信号が伝送できる。
SCART端子は間違って差し込めない形状になっている。SCART端子を搭載する複数の機器を接続してある場合で、すべての機器に電源が入っていない状態でも、別の機器の信号をさらに別の機器に伝送できる。これによりAV機器をそれぞれ直接テレビに繋がなくても、機器が数珠つなぎの状態になっていればテレビに信号が伝送される仕組みである。SCART端子は1V程度と電圧が高めとなっておりノイズが抑えられるようになっている。
コンポジット映像信号は入出力信号を同時に流せる。1980年代後半にはS映像信号（Y/C分離コンポーネント）が伝送できるように規格が拡張されている。しかしS映像信号、RGB映像信号は一方向しか流せない。サムスン製モニターの一部に付いている角型の端子は、RGB21ピンではなくSCARTなので、注意が必要である。

## 端子配列
レセプタクル、またはコネクタを半田面から見た図となる。なお、日本国内で使用されている端子は、端子配列（用法）が異なるため、RGB21ピンを参照のこと。
1. 音声出力（右）
2. 音声入力（右）
3. 音声出力（左）
4. 音声グランド
5. 映像（青）入力/出力グランド
6. 音声入力（左）
7. 映像（青）入力/出力
8. ワイドスクリーン切替
9. 映像（緑）入力/出力グランド
10. デジタル・データ・バス入力
11. 映像（緑）入力/出力
12. デジタル・データ・バス出力
13. 映像（赤）/色信号 (C) 入力/出力グランド
14. デジタル・データ・バス グランド
15. 映像（赤）/色信号 (C) 入力/出力
16. RGB・コンポジット切替
17. コンポジット・ビデオ信号出力グランド/同期出力信号グランド/輝度信号 (Y) 出力グランド
18. コンポジット・ビデオ信号入力グランド/同期入力信号グランド/輝度信号 (Y) 入力グランド/RGB・切替グランド
19. コンポジット・ビデオ信号出力/同期信号出力/輝度信号 (Y) 出力
20. コンポジット・ビデオ信号入力/同期信号入力/輝度信号 (Y) 入力
21. 共通グランド（金属フレーム）